# Eremogone meyeri
Eremogone meyeri là loài thực vật có hoa thuộc họ Cẩm chướng. Loài này được (Fenzl) Ikonn. mô tả khoa học đầu tiên năm 1973.